# Zeta Bootis
Désignations
A : HR 5478, HD 129247

Zeta Bootis (ζ Boo, ζ Bootis) est une étoile binaire de la constellation du Bouvier constituée de deux étoiles géantes de même type spectral A2III. Elles portent la désignation de Flamsteed 30 Bootis. Ce système est à environ 180 années-lumière de la Terre et a une magnitude apparente combinée de +3,78. Les magnitudes individuelles diffèrent légèrement, la composante A ayant une magnitude de 4,43 et la composante B une magnitude légèrement plus élevée de 4,83.
La nature binaire de ce système est connue depuis 1796. Elles accomplissent une orbite en environ 45460 jours, soit 124,46 ans. Le dernier rapprochement a dû avoir lieu en août 2023. L'orbite de cette paire a une très forte excentricité de 0,9977, amenant les étoiles à moins de 0,3 UA l'une de l'autre.

## Galerie

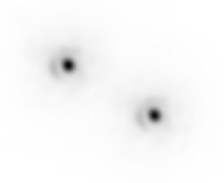
Zeta Bootis photographiée par le Nordic Optical Telescope le 13 mai 2000 avec la méthode de lucky imaging (les disques d'Airy autour des étoiles proviennent de la diffraction due à l'ouverture de 2,56 m du télescope).
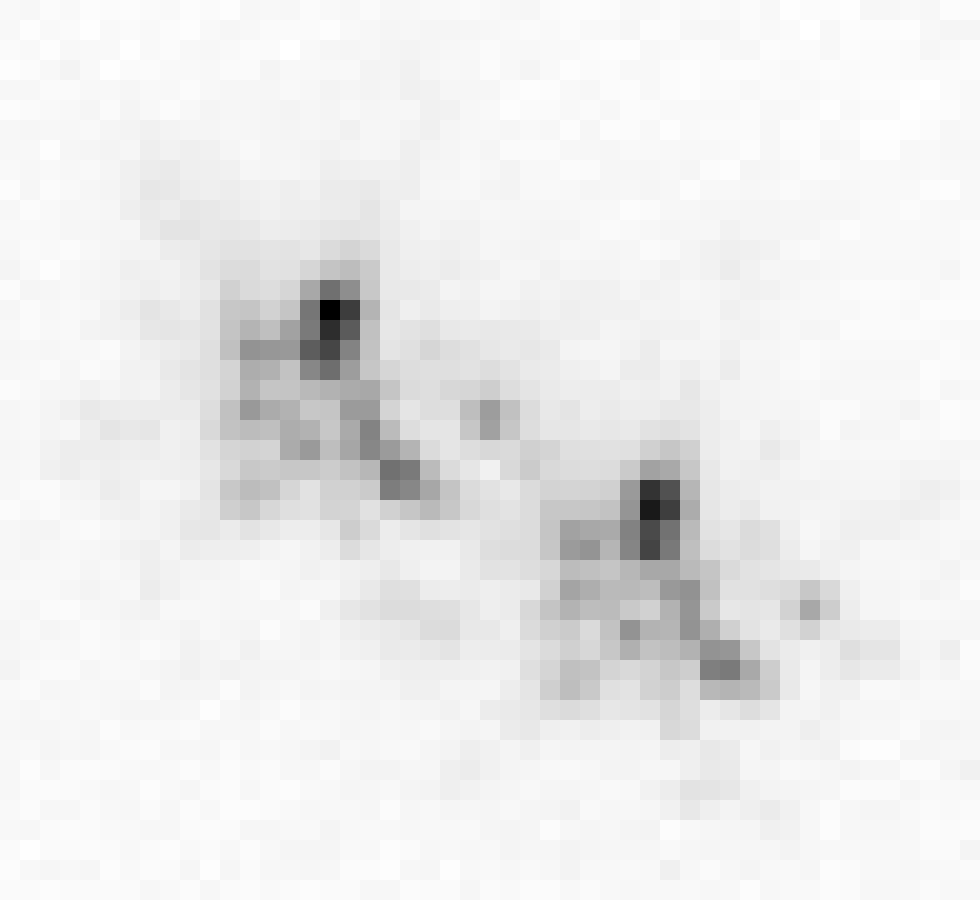
Image typique à courte pose d'une étoile binaire, vue par interférométrie des tavelures à travers l'atmosphère terrestre.